# Palliduphantes altus
Palliduphantes altus là một loài nhện trong họ Linyphiidae. Chúng được Andrei V. Tanasevitch miêu tả năm 1986.